# Julien Camellini
Julien Camellini (7 de enero de 1984) es un deportista francés que compitió en ciclismo de montaña en la disciplina de descenso. Ganó dos medallas en el Campeonato Europeo de Ciclismo de Montaña, oro en 2003 y bronce en 2004.

## Palmarés internacional
| Campeonato Europeo | Campeonato Europeo  | Campeonato Europeo | Campeonato Europeo |
| Año                | Lugar               | Medalla            | Competición        |
| ------------------ | ------------------- | ------------------ | ------------------ |
| 2003               | Graz (Austria)      | Medalla de oro     | Descenso           |
| 2004               | Wałbrzych (Polonia) | Medalla de bronce  | Descenso           |